# ФК Ел Хилал
Саудијски клуб Ел Хилал (арап. نادي الهلال السعودي), познат под скраћеницом Ел Хилал, јесте саудијски фудбалски клуб из Ријада. Надимци клуба су „газде” и „плави таласи”. Клуб се такмичи у Првој лиги Саудијске Арабије. Основан је 1957. године. Клуб је деветнаест пута освојио титулу у домаћем шампионату (што је рекорд) и четири пута је освојио титулу у Азијској лиги шампиона. Ел Хилал је најтрофејнији азијски фудбалски клуб и проглашен је за најбољи азијски фудбалски клуб у 20. веку.
Ел Хилал домаће утакмице игра на Међународном стадиону краљ Фахд који је саграђен 1987. године. Капацитет стадиона је нешто више од 68.000 места. У сезони 2011/12. тим је као домаћин играо на стадиону Принц Фесал ибн Фахд због реновирања старог стадиона.
Највећи ривал Ел Хилалу је Ел Итихад из Џеде. Утакмица коју играју ова два клуба позната је као „саудијски Ел класико”. Ел Хилал је победио 62 пута, Ел Итихад је остварио 50 победа а нерешено су одиграли 35 пута. Највећа победа Ел Хилала је била 5 : 0 у сезони 2009/10.

## Успеси

### Домаћи
- Прва лига Саудијске Арабије
  - Победник (19) (рекорд): 1976/77, 1978/79, 1984/85, 1985/86, 1987/88, 1989/90, 1995/96, 1997/98, 2001/02, 2004/05, 2007/08, 2009/10, 2010/11, 2016/17, 2017/18, 2019/20, 2020/21, 2021/22, 2023/24.
- Краљевски куп
  - Победник (11):  1961, 1964, 1980, 1982, 1984, 1989, 2015, 2017, 2019/20, 2022/23, 2023/24.
- Куп саудијског принца
  - Победник (13) (рекорд):  1964, 1995, 2000, 2003, 2005, 2006, 2008, 2009, 2010, 2011, 2012, 2013, 2016.
- Савезни куп
  - Победник (7) (рекорд): 1987, 1990, 1993, 1996, 2000, 2005, 2006.
- Суперкуп
  - Победник (4) (рекорд): 2015, 2018, 2021, 2023.

### Азијски
- АФК Лига шампиона
  - Победник (4) (рекорд): 1991/92, 1999/00, 2019, 2021.
  - Другопласирани (5):  1986/87, 1987/88, 2014, 2017, 2022.
- АФК Куп победника купова
  - Победник (2) (рекорд): 1997, 2002.
- АФК Супер куп
  - Победник (2) (рекорд): 1997, 2000.

### Светски
- Светско клупско првенство
  - Другопласирани (1): 2022.